# Tymnès
Tymnès (en grec ancien Τύμνης ) est un poète grec antique ayant vécu au IIe siècle av. J.-C. 

## Vie et œuvre
On suppose que ce poète, dont ne sait quasiment rien, vécut au IIe siècle avant notre ère : une épigramme (Πάντα πριηπίζω) célèbre, en effet, Priape, dont le culte ne fut introduit en Grèce qu'à partir de 124 av. J.-C. 
Certains suggèrent qu'il était originaire de Crète, en mettant en avant la mention de la ville crétoise d'Eleurthernè dans son œuvre, ou bien  qu'il était natif de Carie en faisant valoir que Tymnès, d'après Hérodote, est un nom carien. 
Il fut vraisemblablement un contemporain de Méléagre de Gadara. Ce dernier l'associe d'ailleurs, dans son anthologie La Couronne, telle qu'elle nous est parvenue ou peut être reconstituée à partir de l'Anthologie grecque, au peuplier blanc, sans qu'on sache exactement quel sens il faut donner à ce rapprochement.
Quoi qu'il en soit, ses épigrammes funéraires témoignent d'une sobre compassion pour la fragilité et les peines des êtres vivants

## Extraits
Tombeau d'un chien (Traduction Marguerite Yourcenar)
Nous l'appelions Taureau. Un griffon aux poils sombres...
Taureau chasse aujourd'hui sur la piste des Ombres, 
Sans bruit... J'écoute encore, assis près du foyer, 
Mais je ne l'entends pas, dans la nuit, aboyer.
Anth. Pal., VII, 211
L'oiseau mort (Traduction Marguerite Yourcenar)
Doux oiseau bel à voir, un grand silence noir
Étouffe à tout jamais ton doux chant que j'aimais.
Anth. Pal., VII, 199
Tombe d'une étrangère (Traduction Marguerite Yourcenar)
Philaenis l'étrangère en ce tombeau sommeille, 
En pays grec, et non près du Nil paternel.
Femme, sois sans regret, car la route est pareille :
Un seul chemin conduit au royaume éternel.
Anth. Pal., VII, 477